# Renteneurose-arrest
Het arrest Henderson/Gibbs (HR 8 februari 1985, NJ 1986/137) beter bekend als renteneurose-arrest, is een uitspraak  van de Nederlandse Hoge Raad waarin werd beslist dat ook schade veroorzaakt door een zogenaamde renteneurose voor rekening van de aansprakelijke partij kan komen.

## Casus
Tijdens de jaarlijkse carnavalsoptocht in Oranjestad op Aruba heeft Gibbs, een politieagent, Henderson met zijn wapenstok onrechtmatig op het hoofd geslagen. Als gevolg hiervan krijgt Henderson lichamelijke klachten, zoals hoofdpijn en geheugenverlies. Als gevolg van de persoonlijkheidsstructuur van Henderson blijft hij om schadevergoeding vragen, een renteneurose.

## Hoge Raad
De Hoge Raad oordeelt dat ook een renteneurose toegerekend kan worden aan de onrechtmatige daad van Gibbs. Volgens de Hoge Raad:

Bij een onrechtmatige daad die bestaat in het toebrengen van letsel zullen de gevolgen van een door de persoonlijke predispositie van het slachtoffer bepaalde reactie op die daad in het algemeen als een
gevolg van de onrechtmatige daad aan de dader moeten worden toegerekend, ook al houdt die reactie mede verband met de neurotische behoefte van het slachtoffer een vergoeding te verkrijgen en ook al zijn die gevolgen daardoor ernstiger en langer van duur dan in de normale lijn der verwachtingen ligt.

Een en ander zou anders zijn als het slachtoffer niet voldoet aan zijn schadebeperkingsplicht, dat wil zeggen, niet alles redelijkerwijs in het werk stelt om te herstellen.

## Bron
- A.J. Akkermans, Causaliteit bij letselschade en medische expertise, Tijdschrift voor Vergoeding Personenschade